# Strijkkwartet nr. 7 (Sjostakovitsj)
Dmitri Sjostakovitsj's Strijkkwartet Nr. 7 in f mineur (opus 108) werd geschreven in februari en maart 1960 ter nagedachtenis aan Dmitri's eerste vrouw Nina Vasiljevna Varzar, die het leven liet in december 1954.
De première van het werk vond plaats op 15 mei 1960 in Leningrad en werd uitgevoerd door het Beethoven Quartet.
Het werk bestaat uit drie delen:
1. Allegretto
2. Lento
3. Allegro-Allegretto

Met een duur van ongeveer 13 minuten is het 7e Strijkkwartet het kortste strijkkwartet van de 15 door Sjostakovitsj geschreven strijkkwartetten.
Strijkkwartet nr. 1 · Strijkkwartet nr. 2 · Strijkkwartet nr. 3 · Strijkkwartet nr. 4 · Strijkkwartet nr. 5 · Strijkkwartet nr. 6 · Strijkkwartet nr. 7 · Strijkkwartet nr. 8 · Strijkkwartet nr. 9 · Strijkkwartet nr. 10 · Strijkkwartet nr. 11 · Strijkkwartet nr. 12 · Strijkkwartet nr. 13 · Strijkkwartet nr. 14 · Strijkkwartet nr. 15